# خوسيه ماركوس أغيلار مورينو
خوسيه ماركوس أغيلار مورينو (بالإسبانية: José Marcos Aguilar Moreno)‏ هو سياسي مكسيكي، ولد في 19 مارس 1934 في مدينة مكسيكو في المكسيك. حزبياً، نشط في حزب العمل الوطني. وقد انتخب عضو مجلس النواب المكسيك.